# 金居敬
金居敬（？—？），一名式祖，字榖似，江南蘇州府長洲縣人，清朝政治人物、文人。金士衡曾孫。

## 生平
康熙十八年（1679年）舉博學鴻儒科，與試不第。二十四年（1685年）乙丑科三甲第十二名進士，授山西靈丘縣知縣，卒於官。
詩歌頗有唐調，汪琬北遊時，金居敬來話別，值賓客盈坐，金居敬都不敘語，竟出其所作送別長歌朗吟一遍，捧腹謂汪琬曰：“此詩何如高達夫？”舉坐默然，汪琬頷之而已。金居敬出阮亭之門，少負才名，邃於經史暨韓、柳、蘇、歐諸大家，制義取法歸震川，屢躓場屋，登第年已暮矣。嘗與孫致彌同修《幸魯盛典》。